# Impatiens pritzelii
Impatiens pritzelii är en balsaminväxtart som beskrevs av Joseph Dalton Hooker. Impatiens pritzelii ingår i släktet balsaminer, och familjen balsaminväxter. Inga underarter finns listade i Catalogue of Life.